# 重松泰雄
重松 泰雄（しげまつ やすお、1923年1月6日 - 1999年6月19日）は、日本の日本近代文学研究者。

## 略歴
愛媛県生まれ。東洋学者・重松俊章の次男。福岡県中学修猷館を経て、九州大学大学院国文学専攻博士課程中退。1968年「西洋文学・西洋思想受容の問題を端緒とせる明治文学の研究」で文学博士。九大助教授、教授、1985年定年退官、名誉教授、福岡大学教授。1993年定年退任。

## 著書
- 『明治の文学』桜楓社(現代の教養）1968
- 『漱石 その歴程』おうふう 1994
- 『漱石 その新たなる地平』おうふう 1997
- 『漱石 その解纜』おうふう 2001
- 『鴎外残照』おうふう 2001

### 共編著
- 『森鷗外 学生版』東出版(日本文学教養全書) 1963
- 『類別萬葉抄』鶴久,森山隆共編 明玄書房 1964
- 『大正の文学 研究と鑑賞』佐藤泰正,山本捨三共編 桜楓社 1975
- 『新集近代の小説』佐藤泰正共編 桜楓社 1975
- 『森鴎外』 桜楓社 1991

### 記念論集
- 『原景と写像 近代日本文学論攷』原景と写像刊行会 1986

## 参考
重松泰雄教授略歴・著作目録「福岡大学人文論叢」1993-3